# لشکر ۲ پیاده (عراق)
لشکر ۲ پیاده عراق (انگلیسی: 2nd Division) لشکر پیاده‌نظام زیرمجموعه نیروی زمینی عراق است، که در سال ۱۹۴۱ تأسیس شد. لشکر ۲ پیاده عراق در خلال جنگ ایران و عراق از یگان‌های عمل‌کننده نیروی زمینی عراق بود و در نبرد خرمشهر و عملیات رمضان شرکت داشت. ستاد فرماندهی لشکر ۲ پیاده عراق در شهر موصل قرار دارد.

## تاریخچه
لشکر ۲ پیاده یکی از باتجربه‌ترین تشکیلات ارتش عراق است. لشکر دوم یکی از چهار لشکر اصلی ارتش عراق بود که در سال ۱۹۴۱ فعال بود. این لشکر در سال ۱۹۴۱ در کرکوک مستقر شد و در زمان جنگ انگلیس و عراق در آنجا بود. در زمان حکومت صدام حسین، این لشکر در سال‌های ۱۹۶۱ تا ۱۹۷۰ با کردها جنگید و توانست بیشتر دستاوردهای کردها را در حمله اولیه پاییز ۱۹۶۱ آنها به عقب برگرداند. با این حال، شروع به فرار از خدمت کرد.
در سال ۱۹۶۳، این لشکر در شرق کردستان متمرکز شد و احتمالاً در حملات بعدی شرکت کرد. اولین جنگ کردها با اعطای خودمختاری به کردها پایان یافت. در سال‌های ۱۹۷۷ تا ۱۹۷۸، این لشکر در شمال بود و ستاد مرکزی آن در کرکوک به عنوان بخشی از سپاه اول، شامل پنج تیپ (دو نیروی ذخیره) طبق گزارش‌های نظامی بریتانیا که اکنون در آرشیو ملی کیو قابل دسترسی است، قرار داشت. این لشکر بعداً در طول عملیات طوفان صحرا در کویت حضور داشت. در ابتدا در اواسط ژانویه ۱۹۹۱ به سپاه دوم در منطقه قصر به عنوان صبیه منصوب شد، اما در ۲۴ فوریه ۱۹۹۱ به شمال الجهرا منتقل شد.
در سال ۲۰۰۲، همچنان در شمال به عنوان بخشی از سپاه اول، متشکل از تیپ‌های دوم، چهارم و سی و ششم پیاده نظام، حضور داشت. پس از حمله به عراق در سال ۲۰۰۳، ارتش عراق در اواسط سال ۲۰۰۳ منحل شد.
پس از ایجاد ارتش جدید عراق توسط حکومت موقت ائتلاف، این لشکر اصلاح شد. این لشکر در ۲۱ دسامبر ۲۰۰۶ مجوز گرفت و مسئولیت عملیاتی عملیات ضد شورش در شهر موصل را بر عهده گرفت. گردان‌های لشکر دوم قبلاً واحدهای سابق گارد ملی عراق بودند و عمدتاً توسط نیروهای کرد، که بسیاری از آنها واحدهای شبه‌نظامی پیشمرگه سابق بودند، اداره می‌شدند.
لشکر دوم در اواسط ژانویه ۱۹۹۱ در منطقه قصر الصبیه مستقر بود و تا ۲۴ فوریه ۱۹۹۱ در منطقه الجهره بود.
سه گردان از آنچه که در آن زمان تیپ چهارم ارتش عراق بود، در مراسم «راهپیمایی» در پایگاه آموزشی نظامی الکاسک در غرب موصل، در ۱۵ اکتبر ۲۰۰۴، آموزش‌های اولیه را به پایان رساندند. گزارش‌های سال ۲۰۰۵ نشان می‌داد که تیپ چهارم آن زمان، یک تشکیلات پیشمرگه سابق بود. تیپ دوم، لشکر دوم، قبل از سازماندهی مجدد ارتش عراق، قبلاً با نام تیپ هفتم، شناخته می‌شد. تیپ دوم لشکر دوم از گردان‌های اول، دوم و سوم تشکیل شده است.
از مارس ۲۰۰۸، ستاد لشکر دوم در پایگاه الکندی بود و فرماندهی این لشکر بر عهده سرتیپ متعه الخزرجی بود.
پس از ایجاد فرماندهی عملیاتی نینوا در سال ۲۰۰۸، این لشکر بخشی از فرماندهی جدید شد.
این لشکر پس از ۶ و ۷ ژوئن ۲۰۱۴، زمانی که دولت اسلامی عراق و شام (داعش) بخش بزرگی از سرزمین‌های شمال عراق، از جمله موصل را تصرف کرد، فروپاشید.

## سازمان
یگان‌های تابعه این لشکر:
- تیپ ۵ موتوری
- تیپ ۶ پیاده
- تیپ ۷ پیاده
- تیپ ۸ پیاده
- هنگ ۲ حمل و نقل موتوری